# Peru a 2014. évi téli olimpiai játékokon
Peru az oroszországi Szocsiban megrendezett 2014. évi téli olimpiai játékok egyik részt vevő nemzete volt. Az országot az olimpián 2 sportágban 3 sportoló képviselte, akik érmet nem szereztek.

## Alpesisí
Férfi
| Versenyző           | Versenyszám      | 1. futam | 1. futam | 2. futam      | 2. futam      | Összesítés | Összesítés |
| Versenyző           | Versenyszám      | Idő      | Hely.    | Idő           | Hely.         | Idő        | Helyezés   |
| ------------------- | ---------------- | -------- | -------- | ------------- | ------------- | ---------- | ---------- |
| Manfred Oettl Reyes | Műlesiklás       | 58,36    | 65.      | nem ért célba | nem ért célba | kiesett    | kiesett    |
| Manfred Oettl Reyes | Óriás-műlesiklás | 1:47,05  | 78.      | 1:33,91       | 58.           | 3:20,96    | 70.        |

Női
| Versenyző           | Versenyszám      | 1. futam      | 1. futam      | 2. futam | 2. futam | Összesítés | Összesítés |
| Versenyző           | Versenyszám      | Idő           | Hely.         | Idő      | Hely.    | Idő        | Helyezés   |
| ------------------- | ---------------- | ------------- | ------------- | -------- | -------- | ---------- | ---------- |
| Ornella Oettl Reyes | Műlesiklás       | nem ért célba | nem ért célba | kiesett  | kiesett  | kiesett    | kiesett    |
| Ornella Oettl Reyes | Óriás-műlesiklás | 1:32,87       | 64.           | 1:33,45  | 58.      | 3:06,32    | 57.        |

## Sífutás
Férfi
| Versenyző        | Versenyszám | Eredmény  | Helyezés |
| ---------------- | ----------- | --------- | -------- |
| Roberto Carcelen | 15 km       | 1:06:28,9 | 87.      |